# شره جنوب أمريكي
الشره الجنوب أمريكي هو أي حيوان من جنس (الاسم العلمي: Galictis) الذي يتبع فصيلة ابن عرس من رتبة اللواحم. يوجد في أمريكا الجنوبية وأمريكا الوسطى، هناك نوعين باقيين في العالم وهي الشره الجنوب أمريكي الأكبر [الإنجليزية] وألذي يتواجد بشكل أساسي في أمريكا الجنوبية وأمريكا الوسطى و الشره الجنوب أمريكي الأصغر [الإنجليزية] وألذي يتواجد في الأرجنتين و تشيلي.